# Романов, Леонид Михайлович (спортсмен)
Леони́д Миха́йлович Рома́нов (род. 13 февраля 1947, Москва, РСФСР, СССР) — советский фехтовальщик, серебряный призёр Олимпийских игр. Заслуженный мастер спорта, заслуженный тренер РСФСР, заслуженный работник физической культуры РФ, советник руководителя ТПП РФ.
Председатель Общественного совета при ГУ МВД России по Московской области. Генеральный директор Благотворительного фонда "Фонд помощи детям имени Примакова Е.М.".
Из-за причастности к незаконной депортации украинских детей в ходе вторжения России на Украину находится под санкциями всех стран Евросоюза.

## Карьера
Двукратный чемпион, дважды серебряный и дважды бронзовый призёр чемпионатов мира. Серебряный призер Олимпийских игр 1972 года в командном первенстве по фехтованию на рапирах. Чемпион мира 1969, 1970 годов в командном первенстве. Серебряный призер чемпионата мира 1970 года, бронзовый призер чемпионата мира 1971 года в личных соревнованиях. Серебряный призер чемпионата мира 1967 года, бронзовый призер чемпионата мира 1971 года в командных соревнованиях. Чемпион Универсиады 1970 года. В составе команды обладатель Кубка Европы 1969 и 1970 годов.
```
На 
Олимпиаде в Мюнхене
 Леонид вместе с 
Василием Станковичем
, 
Виктором Путятиным
, 
Анатолием Котешевым
 и 
Владимиром Денисовым
 выиграл серебряную медаль в командной рапире
[
4
]
.
```

В 1974 году в возрасте 27 лет Романов ушел из мира большого спорта и занялся тренерской работой в сборной команде СССР по фехтованию на рапирах. В 1986 году он был избран председателем Московского физкультурно-спортивное общество «Динамо». 
Леонид Романов - динамовец в третьем поколении. Если суммировать рабочий стаж всех его родственников, то получится, что в общей сложности семья Романовых посвятила этому спортивному обществу около 150 лет жизни, из них на счету одного Леонида Михайловича - 42 года.
Более 17 лет, до самой пенсии возглавлял Всероссийское физкультурно-спортивное общество "Динамо". С 1989 по 1992 год был президентом Федерации фехтования СССР.
В 2007 году принял предложение Президента ТПП РФ Примакова Е. М. возглавить основанный им в 2002 году Благотворительный фонд «Центр помощи беспризорным детям». В 2019 фонду присвоено имя основателя - Благотворительный фонд "Фонд помощи детям имени Примакова Е.М.". Создание и переименование Фонда получило личное одобрение Президента России В.В.Путина.
Заслуженный тренер РСФСР (1990). Тренер женской сборной команды СССР по фехтованию на рапирах на Олимпийских играх 1980 года.
Указом Президента РФ Владимира Путина от 3 мая 2018 года № 182 за широкую благотворительную деятельность, за достигнутые трудовые успехи и многолетнюю добросовестную работу, Генеральный директор фонда помощи детям им. Примакова Е.М. Леонид Михайлович Романов награжден орденом Дружбы.

## Санкции
23 июня 2023 года, на фоне вторжения России на Украину, Романов включён в санкционный список всех стран Евросоюза за поддержку действий которые подрывают и угрожают территориальной целостности, суверенитету и независимости Украины, в частности за незаконную депортацию украинских детей:

Леонид Романов является генеральным директором Фонда помощи детям им. Примакова, который реализует проект "Дети Донбасса", в рамках которого украинские дети из Донбасса перемещаются на территорию незаконно аннексированного Крыма и Россию. Одной из целей проекта "Дети Донбасса" является интеграция детей из Донбасса в российскую жизнь. Он участвовал в незаконной депортации украинских детей из Донбасса в лагерь в Евпатории, в незаконно аннексированном Крыму... Его действия нарушают законодательство Украины, административный порядок Украины и нарушают права украинских детей.— «Официальный журнал Европейского союза», Брюссель, 23 июня 2023 года

## Семья
Со своей женой познакомился на Центральном телевидении СССР. Она участвовала в конкурсе «А ну-ка, девушки!» среди стюардесс, а он сидел в жюри.Также является отцом трёх детей:Ирины,Виринеи,Михаила